# Каленик (Видинська область)
Калени́к (болг. Каленик) — село у Видинській області Болгарії. Входить до складу общини Видин.

## Населення
За даними перепису населення 2011 року у селі проживали 285 осіб, з них 273 особи (99,6%) — болгари.
Розподіл населення за віком у 2011 році:
Динаміка населення: